# Vulci

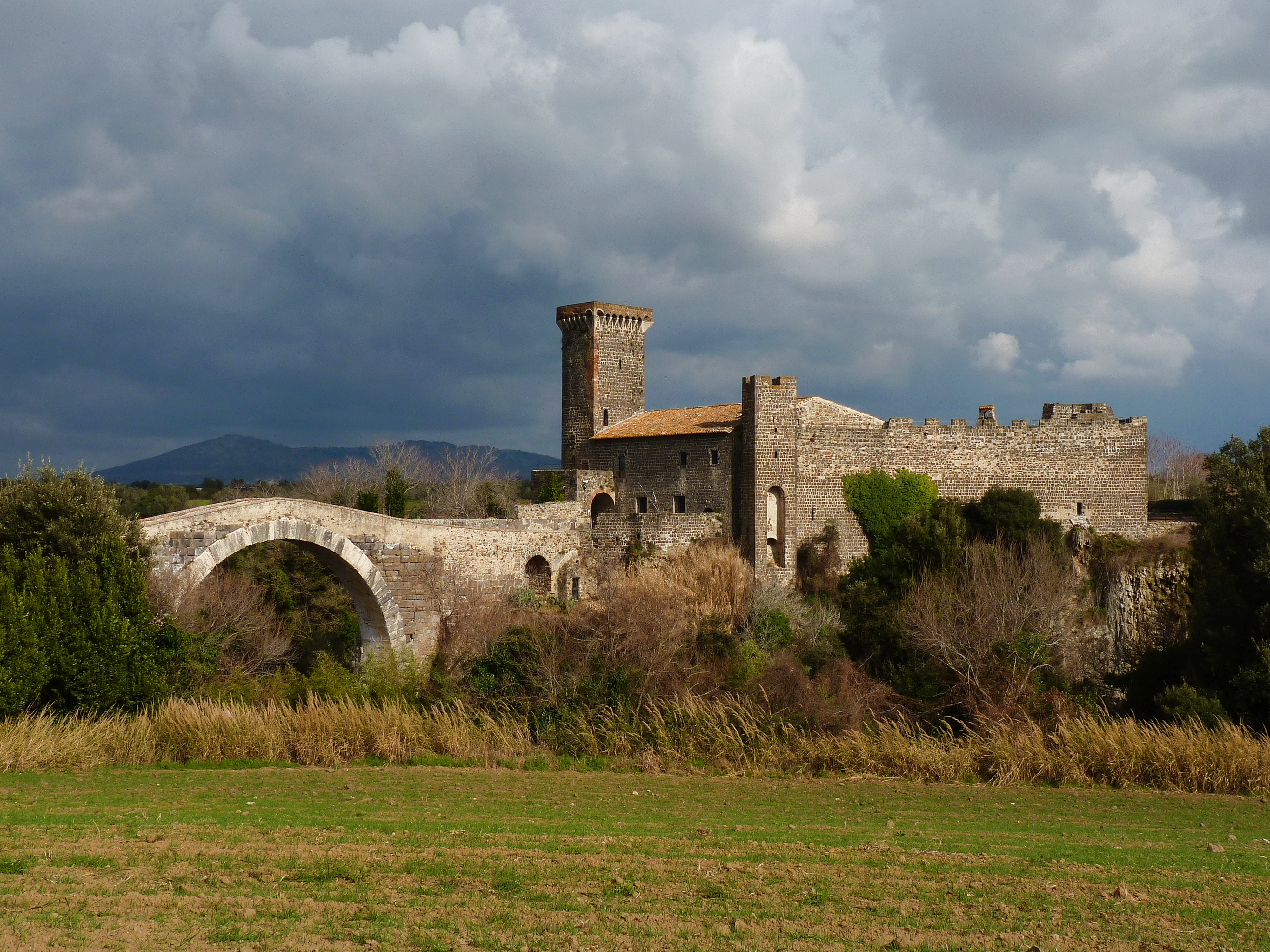
Le château de l'Abbadia et le pont de l'arc-en-ciel

Vulci (en étrusque Velch, Velx ou Velc) est une antique cité étrusque qui se trouve sur le territoire de Montalto di Castro, en province de Viterbe en Italie.

## Géographie
Vulci se trouve dans la maremme du Lazio, en direction de Canino. Elle est située sur une plate-forme calcaire, à 12 km de la mer, le long de la rive droite du fleuve Fiora.

## Histoire
Elle fut une des plus grandes cités-État de l’Étrurie, avec un fort développement maritime et commercial avec la Grèce et l’Orient, comme en témoignent les somptueux tombeaux funéraires et objets découverts dans les nécropoles et, aujourd’hui dispersés dans beaucoup de musées du monde. Dans les nécropoles qui entourent les cités de Cavalupo, Ponte Rotto, Polledrara, Osteria, Campo di Maggio et Camposcala, se trouvent des milliers de tombes, aux formes et typologies diverses : fosses, tumulus, tombes à caisson, tombes à chambres et tombes à couloirs. Parmi les plus célèbres ; le grand tumulus de la Cuccumella (haut de 18 m et 75 m de diamètre). La Cuccumelletta et la Rotonde, pas très distantes de la tombe François, celles des  Tori  (taureaux), des Iscrizioni (Inscriptions) et des  Due Ingressi  (Deux entrées). À l'Osteria sont présentes diverses tombes a camera caractérisées par un plafond sculpté, imitant en cela les usages de l'habitat étrusque.
Parmi les monuments les plus suggestifs, le majestueux pont dit del Diavolo (IIIe siècle av. J.-C.) qui domine, de ses 30 m de hauteur, le fleuve Fiora, dans les environs du château médiéval de l'Abbadia (XIIIe siècle).
De vastes nécropoles entourent la ville : Cavalupo, Ponte Rotto, Polledrara, Osteria, Campo di Maggio, Camposcala, avec leurs milliers de tombes des typologies, à fosse, à tumulus, à puits, à chambre, à couloir.
Le musée archéologique se trouve dans le  Castello dell'Abbadia, où l’on peut admirer entre autres le mobilier funéraire de la tombe de la Panatenaica ainsi que diverses céramiques étrusques et grecques, bronzes, sarcophages, ex-voto et éléments architectoniques qui ornaient les temples et les tombeaux.

## Mithra
Le mithraeum de Vulci se trouve adossé à une domus remontant à la fin du IIe siècle av. J.-C., avec un cryptoportique souterrain ; le mithraeum fut détruit vers la fin du IVe siècle. Il était composé de deux éléments : une antichambre et un lieu de culte, où ont été découverts quelques objets votifs d’un intérêt particulier. La statue exposée est une copie de l’original conservé à l’intérieur du musée du château d'Abbadia (it).

## Parc archéologique

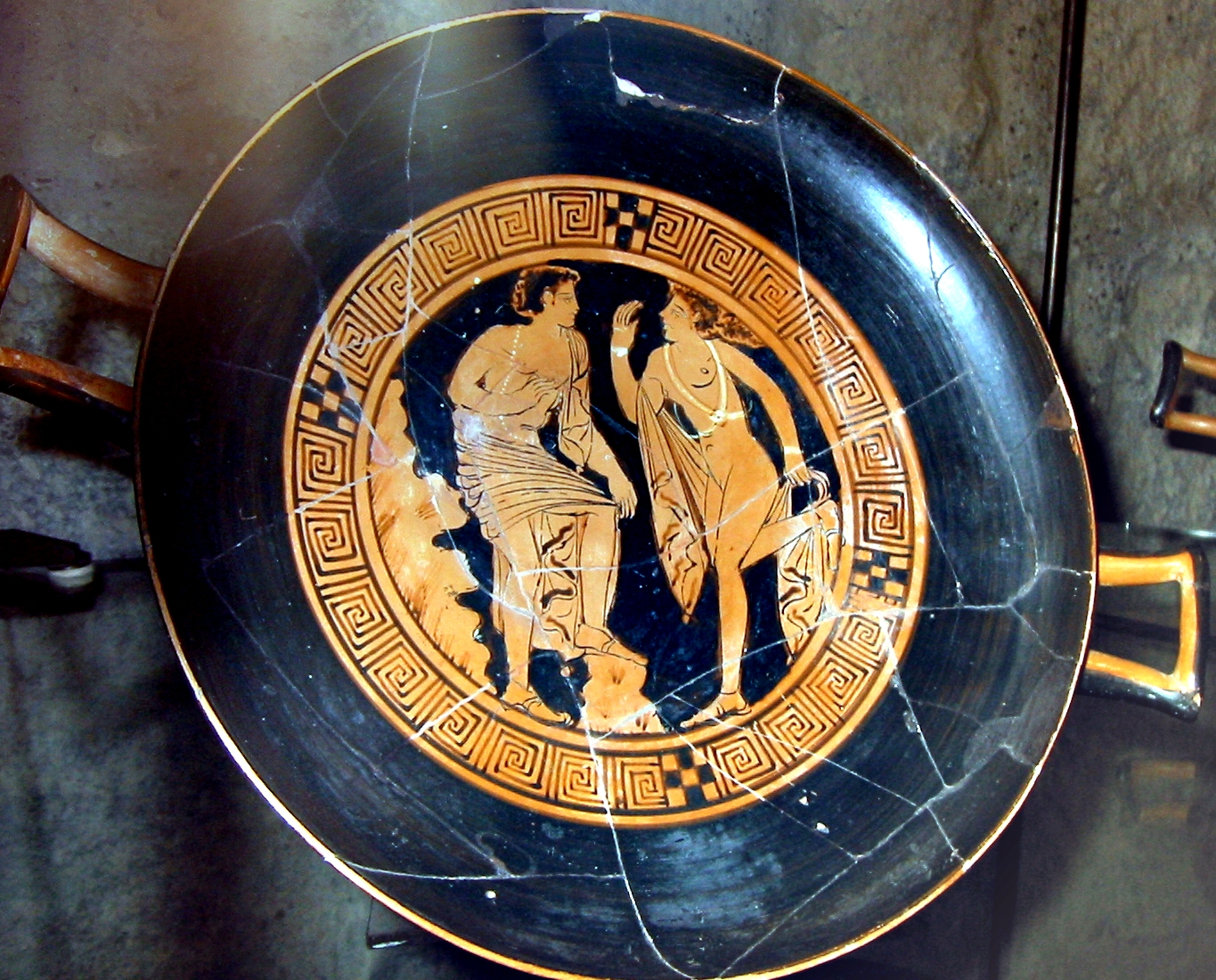
Kylix à figures rouges du mis au jour dans la nécropole étrusque de Vulci.

Le parc archéologique (en italien « Parco Archeologico Ambientale di Vulci ») constitué à la fin du XXe siècle dans les communes de Montalto di Castro et Canino est articulé autour des restes archéologiques de l'ancienne ville étrusque de Vulci dont un sanctuaire (Tempio Grande), plusieurs nécropoles avec des tombes monumentales taillées directement dans le tuf, le musée archéologique national de Vulci ainsi que divers sites naturels.

« Cela s'est passé comme ceci : le site de l'ancienne Vulci a été oublié à l'époque romaine jusqu'en 1828. Une fois retrouvé, les tombes furent vite saccagées par les propriétaires terriens, ce qui était précieux a été emporté et ensuite elles furent de nouveau refermées et abandonnées.
Mais où sont donc passés les milliers de vases que les Étrusques avaient recueilli avec autant d'amour et déposés à côté de leurs morts ? Mais où sont ils ? Beaucoup existent encore et sont partout hormis à Vulci. »

— D. H. Lawrence - Paesi Etruschi, p. 139.

## Sources
- (it) Cet article est partiellement ou en totalité issu de l’article de Wikipédia en italien intitulé « Vulci » (voir la liste des auteurs) du 14/05/2008.

### Principales tombes
- Tombe François
- Tombe de la Panatenaica
- Tombe des Plafonds sculptés
- Tombe du peintre de la Sphinge barbue
- Tombe du Soleil et de la Lune (perdue)
- Tombe Campanari (perdue)
- La Rotonde
- Cuccumelletta
- Tombe Construite
- Tombe d'Iside (perdue)
- Tombe des Tetnie (perdue)
- Tombe des Inscriptions
- Tombe de la Cuccumella